# Timoféi Kritski
Timoféi Kritski es un ciclista profesional ruso nacido el 24 de enero de 1987. Actualmente corre para el equipo profesional continental RusVelo.
Debutó como profesional el año 2010 con el equipo ruso UCI ProTeam del Katusha, tras haber estado tres años en sus diferentes equipos filiales. Tras un año en la formación, volvió al equipo filial Itera-Katusha. 

## Palmarés
2008
- Memorial Oleg Dyachenko
- Mayor Cup
- 1 etapa de los Tres Días de Vaucluse
- 1 etapa del Tour de Alsacia
- Boucle de l'Artois, más 1 etapa
- 2.º en el Campeonato de Rusia Contrarreloj

2009
- La Côte Picarde
- 1 etapa del Tour del Porvenir
- 1 etapa del Tour de Bretaña
- Cinco Anillos de Moscú, más 1 etapa

2011
- 2 etapas del Tour de Bulgaria

2014
- 1 etapa del Gran Premio Udmurtskaya Pravda
- 1 etapa de la Vuelta al Lago Qinghai
- 1 etapa de la Vuelta a Costa Rica

## Equipos
- Premier (2007)
- Katyusha Continental (2008-2009)
- Katusha (2010)
- Itera-Katusha (2011, desde julio)
- Katusha (2012-2013)
- RusVelo (2014)